# Cameron Crestani
Cameron Crestani (Stanthorpe, 18 aprile 1996) è un calciatore australiano, difensore dello Strømmen.

## Carriera
Nel 2017 ha giocato 3 partite con la prima squadra del Brisbane Roar (più altre 3 nella fase a gironi dell'AFC Champions League) ed è stato il capitano della seconda squadra.
Nel maggio 2017, il Brisbane Roar ha annunciato che non avrebbe esteso il contratto a Crestani per la stagione 2017-2018. Successivamente è stato ingaggiato dal Western Pride, formazione della National Premier League Queensland, equivalente della seconda divisione australiana.
Nel settembre 2017, Crestani ha segnato il suo primo gol con il Pride nella vittoria per 2-1 sul Moreton Bay United, che ha permesso al suo club di vincere la finale della National Premier League Queensland.
Pochi giorni dopo, è stato annunciato che Crestani aveva esteso il suo contratto per la stagione 2018.

## Palmarès

### Club

#### Competizioni nazionali
- 2. divisjon: 1

Strømmen: 2024 (gruppo 2)